# Upplands runinskrifter 809
Upplands runinskrifter 809 är en vikingatida runsten av gnejsgranit i Härvesta, Nopskäl, Fröslunda socken och Enköpings kommun. Runstenen är 1,55 meter hög, 0,9 meter bred och 0,45 meter tjock. Runhöjden är 12-13 centimeter.

## Inskriften
Translitterering av runraden:
burn : auk : kisl : ristu : stin : (þ)(i)(n)(s)i : eftir : antuit : faþur : sin : buki| |i : herfistam : frenta : karþars
Normalisering till runsvenska:
Biorn ok Gisl ræistu stæin þennsi æftiʀ Andvett, faður sinn; byggi i Hærvistaðum, frænda Gærðars.
Översättning till nusvenska:
Björn och Gisl reste denna sten efter Andvätt, sin fader; bodde på Härvesta, Gärdars frände.
Den by som ligger närmast U 809 heter Härvesta, och det är utan tvekan den som åsyftas på stenen.